# 謝秉成事件
謝秉成事件，是一起2023年發生在中華民國的中華民國陸軍退役軍官聯手現役軍官集體洩密的重大叛國事件。

## 經過
退役軍官陳裕炘、中校謝秉成、少校蕭翔云與現役於陸軍航空特戰指揮部服務的謝孟書中校、於陸軍花東防衛指揮部服務的何信儒少校等共10人涉嫌將漢光演習實兵操演、各作戰區的防衛部署、總統主持的「國防軍事會談」會議（0221專案，除了總統與參謀總長外，只有軍種司令、作戰區指揮官、國安會秘書長等總統幕僚能參加，與會者不超過5、6人）、「固安作戰計畫」（內容包含「反制與制空作戰模式模擬結果檢討與策進」、「制海作戰模式模擬結果檢討與策進」、「解放軍快速奪台國軍應處作為」、「中樞防衛作戰具體做法」、「國軍聯合情監偵暨資電能力驗證評估專題報告」、「國軍水雷作戰運用規劃」、「快速奪台方案」等重要軍力部署及作戰計畫以及涉及與美國合作的機密計畫）的資料等軍事機密外洩給中華人民共和國的軍事情報人員。這些人還參與軍人陸駿方拍攝「我願意投降解放軍」的心戰影片，更以新台幣4億8千萬的酬勞策動謝孟書中校駕駛CH-47契努克向解放軍投誠。

## 破獲
國防部軍事安全總隊與臺灣高等檢察署聯手在2023年7月底破獲，並依違反《國家安全法》、《貪污治罪條例》之《違背職務收賄》等罪起訴這些人。時任中華民國國防部部長邱國正二級上將12月11日接受媒體訪問時對此案未說明細節，但表示這是中華民國國軍的「奇恥大辱」，另在立法院外交及國防委員會接受時任立法委員蔡適應質詢時表示，這起案件現有7名現役軍官涉案遭起訴，全案是國防部與國安單位主動察覺，而國防部政治作戰局局長陳育琳中將則補充，全案是5月起案。

## 後續
2024年8月22日，臺灣高等法院審結此案，陸軍航空特戰指揮部謝孟書中校（已遭汰除）被教唆陰謀駕駛CH-47契努克叛逃至大陸地區，軍人陸駿方（已遭汰除）拍攝心戰影片表願意投降中華人民共和國政府，蕭翔云判刑13年、陸軍航特部中校謝孟書9年、中校退伍多年的商人謝秉成8年、花防部少校作戰官何信儒7年4月、金防部守衛大隊少校情報官康奕彬7年2月、陸軍步兵一○四旅上尉洪睿洋7年、陸駿方5年6月、台南後備旅中士劉立齊1年6月；吳姓軍官無罪，可上訴。
2025年2月13日，最高法院駁回上訴，全案定讞。